# Cocoroco
Cocoroco es el nombre que se da en algunas partes del norte de Chile, al etanol introducido en este país por contrabando desde Bolivia.

## Denominación
Su nombre comercial es alcohol Caimán o El Ceibo.
El comercio de etanol y hojas de coca se produce entre comunidades aymaras que viven en Chile y Bolivia. El etanol es producido en Bolivia a partir de la fermentación de los azúcares de la caña de azúcar.

## Uso en Chile
En la feria que se celebra cada domingo en la zona norte de la comuna chilena de General Lagos, situada a 16 km de Visviri, se consigue el cocoroco.[cita requerida] La gente de la zona lo mezcla con té para pasar el frío, aunque también se puede mezclar con limón. Es un producto típico que se vende en negocios de la zona.[cita requerida]
El cocoroco es conocido también por su alto grado alcohólico de un 96% por volumen. Por lo mismo, está prohibido en algunos países, como Chile, donde el máximo grado alcohólico permitido es de un 55%.

## Uso en Bolivia
En Bolivia es considerado un alcohol potable  es bastante común en ceremonias como la challa y otros eventos de carácter religioso o ceremonial por otras personas debido a su bajo costo.